# Krychlič
RNDr. Václav Kulhánek (15. února 1948 – 24. března 2021), celým jménem Josef Václav Antonín Kulhánek, přezdívaný Krychlič, byl známou postavou Pardubic, která byla od 60. let 20. století typická výrazným líčením a nošením paruky nebo avantgardní úpravou vlastních vlasů, jež svým tvarem a tuhostí často připomínají hranol či krychli. Neskrýval svou homosexuální orientaci a podle vlastních slov byl doktorem přírodních věd. Nejprve dva roky učil na základní škole a později pracoval ve společnosti CHEMING v účtárně a na personálním oddělení, jelikož byl pro komunistický režim v pozici pedagoga pro svou sexuální orientaci nepřijatelný. Během 80. a 90. let byl v Chemingu a ve firmě Tractebel Group a.s., navazující na Cheming, v pozici uklízeče. V 21. století žil ze starobního důchodu a bydlel v Nemošicích, kde choval větší množství slepic. Krychlič se zjevoval v prakticky nezměněné podobě již od poloviny 60. let 20. století; pravidelně pobýval na hlavním nádraží. Zemřel 24. března 2021, pohřeb se konal 1. dubna 2021 ve velké obřadní síni v Pardubicích.
O Krychličovi byl v roce 2014 natočen díl „Říkají mi Krychlič“ dokumentárního cyklu Queer. V roce 2022 byl vydán časosběrný film Krychlič v režii Silvie Dymákové.